# Isiolo Buffalo Springs Game Reserve
Isiolo Buffalo Springs Game Reserve är ett viltreservat i Kenya.   Det ligger i länet Isiolo, i den centrala delen av landet, 220 km norr om huvudstaden Nairobi.